# Little Pappa Island
Little Pappa Island är en ö i Gambia.   Den ligger i regionen Central River Division, i den centrala delen av landet i Gambiafloden. Ön är täckt av skog.